# 2020년 하계 올림픽 모나코 선수단
2020년 하계 올림픽 모나코 선수단은 2021년 일본 도쿄에서 열린 2020년 하계 올림픽에 참가한 올림픽 모나코 선수단이다.
모나코는 2020년 도쿄 하계 올림픽에 출전했다. 원래 2020년 7월 24일부터 8월 9일까지 개최될 예정이었던 올림픽은 코로나19 범유행으로 인해 2021년 7월 23일부터 8월 8일까지 일정이 변경되었다. 1920년 국가 공식 데뷔 이후, 모네가스크 운동선수들은 세 차례를 제외하고 현대까지 하계 올림픽의 모든 대회에 출전했다. 모나코는 전 세계적인 대공황 시기인 1932년 로스앤젤레스 하계 올림픽에 참가하지 않았고, 1956년 멜버른 하계 올림픽에도 선수 등록을 하지 않았으며, 1980년 모스크바 올림픽 개최 당시 미국 주도의 보이콧에도 동참했다.

## 출전 선수
| 종목 | 남자 | 여자 | 전체 |
| ---- | ---- | ---- | ---- |
| 육상 | 0    | 1    | 1    |
| 유도 | 1    | 0    | 1    |
| 조정 | 1    | 0    | 1    |
| 수영 | 1    | 1    | 2    |
| 탁구 | 0    | 1    | 1    |
| 전체 | 3    | 3    | 6    |

## 같이 보기
- 올림픽 모나코 선수단